# Stor-Blecktjärnen
Stor-Blecktjärnen är en sjö i Åre kommun i Jämtland och ingår i Indalsälvens huvudavrinningsområde.